# Античная метрика
Античная метрика (от лат. antiquus — древний и греч. μέτρον — мера) — система строения стиха в древнегреческой литературе, усвоенная затем и древнеримскими поэтами. Она основана на стопах с определённой ритмической группой долгих и кратких слогов, повторяющейся в стихе. Краткий слог состоит из краткого гласного звука или согласного с гласным, его длительность составляет «хронос протос», — одну мору, или долю; следовательно, краткий слог — это одноморный (однодольный) слог. Долгий слог обычно бывает двуморным (двудольным), его длительность определяется или долгим гласным звуком, или сочетанием гласного с двумя-тремя согласными, или сочетанием согласного, гласного и двух согласных.
В истории русской поэтики известны попытки ввести в теорию и практику античные стопы с их долготой и свободной акцентуацией. Первая попытка принадлежит Смотрицкому (XVII век). Вторая теоретическая попытка сделана в 80-е годы XIX века немецким профессором Р. Вестфалем и московским музыковедом Ю. Н. Мельгуновым. Ни первая, ни вторая попытки применения античных стоп в русской поэзии не нашли последователей.